# Myriotrochidae
De Myriotrochidae zijn een familie van zeekomkommers uit de orde Apodida.

## Geslachten
- Acanthotrochus Danielssen & Koren, 1881
- Achiridota H.L. Clark, 1908
- Myriotrochus Steenstrup, 1851
- Neolepidotrochus Bohn, 2005
- Parvotrochus Gage & Billett, 1986
- Prototrochus Belyaev & Mironov, 1982
- Siniotrochus Pawson, 1971
- Trochoderma Théel, 1877